# Wright City (Missouri)
Wright City és una població dels Estats Units a l'estat de Missouri. Segons el cens del 2000 tenia 1.532 habitants.

## Demografia
Segons el cens del 2000, Wright City tenia 1.532 habitants, 608 habitatges, i 403 famílies. La densitat de població era de 236,6 habitants per km².
Dels 608 habitatges en un 35,7% hi vivien nens de menys de 18 anys, en un 42,4% hi vivien parelles casades, en un 17,6% dones solteres, i en un 33,6% no eren unitats familiars. En el 29,4% dels habitatges hi vivien persones soles el 12,8% de les quals corresponia a persones de 65 anys o més que vivien soles. El nombre mitjà de persones vivint en cada habitatge era de 2,52 i el nombre mitjà de persones que vivien en cada família era de 3,05.
Per edats la població es repartia de la següent manera: un 29% tenia menys de 18 anys, un 12,1% entre 18 i 24, un 30,1% entre 25 i 44, un 17,7% de 45 a 60 i un 11% 65 anys o més.
L'edat mediana era de 31 anys. Per cada 100 dones de 18 o més anys hi havia 83,3 homes.
La renda mediana per habitatge era de 30.179 $ i la renda mediana per família de 35.563 $. Els homes tenien una renda mediana de 28.977 $ mentre que les dones 21.607 $. La renda per capita de la població era de 17.153 $. Entorn del 12,5% de les famílies i el 14,6% de la població estaven per davall del llindar de pobresa.

## Poblacions més properes
El següent diagrama mostra les poblacions més properes.